# Мацеевич, Станислав Гилярьевич
 Станислав Гилярьевич Мацеевич (13 ноября 1869 — 3 января 1940) — польский ксёндз, депутат Государственной Думы III и  IV созывов от Виленской губернии.

## Биография
По национальности поляк. Выпускник 2-й Виленской гимназии (по другим сведениям — Виленской семинарии). В 1894 году окончил Петербургскую римско-католическую духовную академию, получив звание магистра богословия. Общественную и религиозную деятельность начал в Брест-Литовске приходским священником и законоучителем в местной прогимназии. Затем служил законоучителем в белостокской гимназии, а последние девять лет перед избранием в Думу — в реальном училище и женской гимназии в Вильне. Почётный каноник Виленского кафедрального собора. С 1899 года —  ректор костёла Святой Екатерины в Вильне. Известный проповедник. Пользовался авторитетом у молодежи и способствовал этическому движению среди учащихся. Сотрудничал с польской периодической печатью, редактировал духовный журнал «Dwutygodnik Djecezalny». Состоял в Национально-демократической партии. Годовое жалованье составляло 1500 рублей.
18 октября 1907 года избран в Государственную Думу III созыва от Второго съезда городских избирателей Виленской губернии. Вошёл в состав группы Западных окраин. Состоял членом вероисповедной комиссии, комиссии по народному образованию и комиссии по городским делам.
18 октября 1912 года избран в Государственную Думу IV созыва от Второго съезда городских избирателей. Снова вошёл в состав Группы Западных окраин, был её секретарём.
Принимал участие в работе комиссий по народному образованию (III, IV Думы), по городским делам (III Дума), вероисповедальной (III, IV Думы), по рабочему вопросу (III Дума), редакционной (IV Дума).
Находился в Петрограде во время Февральской революции 1917 года. 1 марта 1917 года организовал спасение полицейских польской национальности. В апреле 1917 года по рекомендации Временного комитета Государственной думы (ВКГД) стал членом комиссии при Министерстве внутренних дел для пересмотра законодательства по делам Римско-католической церкви в России, исходя из провозглашённой Временным правительством свободы вероисповедания. 10 мая 1917 года избран Временным комитетом Государственной думы членом Особого совещания по вероисповедным вопросам под председательством комиссара Временного правительства по Департаменту духовных дел иностранных вероисповеданий Министерства внутренних дел С. А. Котляревского. 21 — 26 июля 1917 года участвовал в Польском политическом съезде в Москве. Избран в  Польскую раду как депутат Государственной Думы. Кандидат в члены Всероссийского Учредительного собрания.
После октябрьского переворота вернулся в Литву и Польшу. В 1919—1922 годах — депутат Законодательного Сейма. 8 января 1922 года избран депутатом сейма Срединной Литвы, 12 ноября 1922 года — в Сенат 1-го созыва по списку Христианского союза национального единства от Виленского воеводства. Оставался сенатором до 1927 года.

### Архивы
- Российский государственный исторический архив. Фонд 1278. Опись 9. Дело 494, 495.